# Purina
La purina è una molecola organica eterociclica aromatica, composta da un anello pirimidinico condensato con un anello di imidazolo.
Il termine generico purine spesso si riferisce alle forme di purina aventi specifici sostituenti. Tra di esse figurano due basi azotate degli acidi nucleici: l'adenina e la guanina. Nel DNA, queste basi formano ponte idrogeno con molecole pirimidiniche complementari (timina e citosina). Nell'RNA, la molecola complementare all'adenina è l'uracile.
| Struttura chimica dell'adenina | Struttura chimica della guanina |
| Adenina                        | Guanina                         |

Oltre a quelle coinvolte nella costituzione degli acidi nucleici, esistono numerose purine che intervengono come cofattori e coenzimi in numerose vie metaboliche: tra queste figurano l'ATP, il GTP, il NADH, il cAMP, il coenzima A. Altre purine di interesse biologico sono la xantina, l'ipoxantina, la teobromina, la caffeina e l'acido urico.

## Origine del nome
Il termine purina fu assegnato a questa molecola nel 1884 dal chimico tedesco Hermann Emil Fischer. Fu in grado di sintetizzare la purina nel 1898. Fischer provò infine che tutte le molecole oggi note come purine erano effettivamente parte di una stessa famiglia di composti chimici.

## Metabolismo
Le purine sono sintetizzate dalla cellula come nucleosidi (la purina è legata ad una molecola di ribosio). Sia l'adenina che la guanina derivano dal nucleoside inosina monofosfato, sintetizzato da un preesistente ribosio attraverso l'aggiunta di atomi provenienti dagli amminoacidi glicina, glutammina e aspartato, in presenza del coenzima tetraidrofolato.
Le purine provenienti dalla dieta sono metabolizzate attraverso diversi enzimi, come la xantina ossidasi, in acido urico. Alti livelli di acido urico possono produrre una patologia detta gotta, dal momento che la molecola può cristallizzare nelle articolazioni. Questo fenomeno avviene solo nell'uomo e in alcune specie di animali (come i cani Dalmata), che non hanno l'enzima uricasi, in grado di degradare ulteriormente l'acido urico. La deficienza di un altro enzima, l'adenosina deaminasi (necessario per degradare l'adenina), può generare una forma grave di immunodeficienza.
Le purine derivanti dal turnover degli acidi nucleici (o dalla dieta) possono anche essere riutilizzate in nuovi nucleotidi. L'enzima adenina fosforibosiltransferasi può riciclare l'adenina, mentre la ipoxantina-guanina fosforibosiltransferasi (HPRT) permette il riciclo di guanina ed ipoxantina. La carenza genetica di HPRT causa la sindrome di Lesch-Nyhan.

## Biosintesi de novo delle purine
Le purine vengono sintetizzate de novo a partire da PRPP (5-fosforibosil-1-pirofosfato), in seguito all'aggiunta di un gruppo amminico donato dalla glutammina (che si trasforma così in glutammato) e al rilascio di pirofosfato(PPi), si ha la formazione di 5-fosfo-β-D-ribosilammina, un composto molto instabile a cui si ha aggiunta di glicina con consumo di ATP e conseguente formazione di GAR (Glicinamide ribonucleitide). A questo punto della biosintesi si ha l'intervento del coenzima tetraidrofolato che converte GAR in FGAR, successiva aggiunta di glutammato e consumo di ATP con risultante formazione di FGAM.
Adesso per ulteriore consumo di ATP e concomitante rilascio di una molecola di acqua si arriva all'intermedio metabolico AIR (5-aminoimidazolo ribonucleotide) che subisce aggiunta di uno ione bicarbonato accoppiata a idrolisi di ATP producendo N^10-CAIR.
Ora si ha l'ingresso di una molecola di aspartato accoppiata a idrolisi di ATP con formazione di SAICAR, successiva fuoriuscita di fumarato e formazione di AIACAR. Mediante l'intervento di tetraidrofolato si passa da AIACAR a FAICAR ed infine per deidratazione a Inosinato. Da qui si può avere produzione di AMP(adenosin monofosfato) mediante aggiunta di aspartato e idrolisi accoppiata di GTP, oppure formazione di GMP (guanosil monofosfato) attraverso idratazione dello inosinato e riduzione di NAD a NADH con formazione di Xantilato come intermedio. Quest'ultimo intermedio subisce idratazione e aggiunta di glutammina con rilascio di glutammato che comporta il trasferimento di un gruppo aminico al nucleotide purinico in via di formazione. Queste due ultime reazioni che portano alla formazione di GMP sono accoppiate all'idrolisi di ATP.

## Contenuti di purine negli alimenti
Chi soffre di gotta deve moderare il consumo di: interiora, pesce, frutti di mare, leguminose, volatili e carni muscolari.
- consumare preferibilmente alimenti proteici con meno cellule: uova, formaggio, altri prodotti lattici, alcune specie di noci;
- consumare con misura prodotti proteici con tante cellule (e quindi tante purine) come: leguminose, pesce, frutti di mare, carni magre.

Sembra risultare dalla tabella che i prodotti altamente proteici contengano anche tante purine: eccezion fatta per i prodotti lattici come il formaggio che ne contengono molto poche, perché sono privi di cellule e quindi anche scarsi di acidi nucleici soluti.
Esempio:

se una persona mangia spaghetti alla carbonara con un'insalata e un bicchiere di vino, quante purine consuma?
| Alimento | gr  | per mille | mg  |
| Pasta    | 250 | 0.3       | 75  |
| Lardo    | 20  | 0.1       | 2   |
| Uova     | 60  | 0.03      | 2   |
| Insalata | 120 | 0.5       | 60  |
| Vino     | 200 | 0.2       | 40  |
| Totale   |     |           | 180 |

Paragone: 1 scatola di sardine sott'olio (3.5 mg/gr à 200 gr) corrisponde a 700 mg di purine.